# Comando delle forze speciali dell'Esercito
Il Comando delle Forze Speciali dell'Esercito (COMFOSE) è un comando a livello di brigata che si occupa di gestire tutte le unità di forze speciali, forze per operazioni speciali e di supporto operativo per le operazioni speciali della forza armata. Operativo dal 19 settembre 2014.
Il quartier generale, inizialmente all'interno della Caserma "Gamerra" a Pisa, è a San Piero a Grado (PI), all'interno del comprensorio militare “Ten. M.O. Dario Vitali”, nato dalla porzione della base americana di Camp Darby ceduta all’Italia nel 2020.

## Storia
Il Comando delle forze speciali dell'Esercito è stato istituito nel settembre 2013 a Pisa, all'interno della più ampia Riforma dello strumento militare del 2012 voluta dall'allora Ministro della Difesa Ammiraglio Giampaolo Di Paola. 
Al gen. di brigata Nicola Zanelli viene affidato il compito di organizzare e rendere operativa la nuova struttura. La cerimonia ufficiale di costituzione avviene il 19 settembre 2014.
Sino alla costituzione di questo nuovo comando l'Esercito Italiano non ha mai avuto un comando dedicato al controllo dei propri reparti speciali. Durante il corso del tempo essi si sono trovati alle dipendenze di vari comandi e grandi unità come la Brigata paracadutisti "Folgore", il Comando truppe alpine, la Brigata aviazione dell'Esercito e il Comando artiglieria. Il comando è divenuto pienamente operativo nel febbraio 2014.
Dipendente inizialmente dallo Stato maggiore dell'Esercito, dal 1º ottobre 2016 dipende dal COMFOTER COE e dal luglio 2023 dal Comando delle forze operative terrestri.

## Compiti
Secondo il Capo di stato maggiore dell'Esercito, generale di corpo d'armata Claudio Graziano, in un articolo pubblicato sul periodico Rivista Militare:
Il comando non ha quindi la responsabilità dell'impiego operativo dei propri reparti, ruolo che resta di competenza del Comando interforze per le Operazioni delle Forze Speciali (COFS) alle dirette dipendenze del Capo di Stato Maggiore della Difesa.

## Struttura
Il comando, con sede nel comprensorio militare "Ten. MOVM Dario Vitali" a S. Piero a Grado (Pisa), coordina i seguenti reparti:
- 9º Reggimento d'assalto paracadutisti "Col Moschin" - unità di Forze Speciali (Incursori), con sede in Livorno.
- 185º Reggimento paracadutisti ricognizione acquisizione obiettivi "Folgore" -  unità di Forze Speciali (Acquisitori obiettivi) con sede in Livorno.
- 4º Reggimento alpini paracadutisti - unità di Forze Speciali (Ranger), con sede in Verona.
- Centro Addestramento per le Operazioni speciali - costituito nel 2019 per fornire l’addestramento di base ai futuri operatori delle FS, con sede a San Piero a Grado
- Reparto Supporti alle Operazioni speciali - costituito nel 2019 per il sostegno logistico in addestramento e operazioni, con sede a San Piero a Grado
- 3º Reggimento elicotteri per operazioni speciali "Aldebaran". Anche se non fa parte del Comando delle Forze Speciali, allo stesso è stato assegnato un reparto del Comando Aviazione dell'Esercito, con la funzione di unità di supporto operativo per operazioni speciali.[7]

## Comandanti
| Grado               | Nome            | Inizio incarico   | Fine incarico     |
| ------------------- | --------------- | ----------------- | ----------------- |
| Generale di brigata | Nicola Zanelli  | settembre 2013    | 27 giugno 2016    |
| Generale di brigata | Stefano Mannino | 27 giugno 2016    | 31 luglio 2017    |
| Generale di brigata | Ivan Caruso     | 31 luglio 2017    | 01 agosto 2020    |
| Generale di brigata | Pietro Addis    | 01 agosto 2020    | 14 settembre 2023 |
| Generale di brigata | Andrea Vicari   | 14 settembre 2023 | 09 settembre 2024 |
| Generale di brigata | Marco Manzone   | 10 settembre 2024 | 27 giugno 2025    |
| Generale di brigata | Carmine Vizzuso | 27 giugno 2025    | in carica         |

## Stemma
Lo stemma raffigura un'aquila legionaria di color argento, afferrato un gladio, su scudetto rosso.